# Rhipidura
Rhipidura Vigors & Horsfield, 1827 è un genere di uccelli passeriformi della famiglia Rhipiduridae.

## Tassonomia
Comprende le seguenti specie:
- Rhipidura superciliaris (Sharpe, 1877)
- Rhipidura samarensis (Steere, 1890)
- Rhipidura cyaniceps (Cassin, 1855)
- Rhipidura sauli Bourns & Worcester, 1894
- Rhipidura albiventris (Sharpe, 1877)
- Rhipidura albicollis (Vieillot, 1818)
- Rhipidura albogularis (Lesson, 1832)
- Rhipidura euryura S.Müller, , 1843
- Rhipidura aureola Lesson, 1831
- Rhipidura javanica (Sparrman, 1788)
- Rhipidura nigritorquis Vigors, 1831 - codaventaglio dal collare nero
- Rhipidura perlata S.Müller, , 1843
- Rhipidura leucophrys (Latham, 1801) - codaventaglio ballerina
- Rhipidura diluta Wallace, 1864
- Rhipidura fuscorufa P.L.Sclater, 1883
- Rhipidura rufiventris (Vieillot, 1818)
- Rhipidura cockerelli (E.P.Ramsay, 1879)
- Rhipidura threnothorax S.Müller, , 1843
- Rhipidura maculipectus G.R.Gray, 1858
- Rhipidura leucothorax Salvadori, 1874
- Rhipidura atra Salvadori, 1876
- Rhipidura hyperythra G.R.Gray, 1858
- Rhipidura albolimbata Salvadori, 1874 - codaventaglio del Pacifico
- Rhipidura albiscapa Gould, 1840
- Rhipidura fuliginosa (Sparrman, 1787) - codaventaglio grigio
- Rhipidura phasiana De Vis, 1885
- Rhipidura drownei Mayr, 1931
- Rhipidura tenebrosa E.P.Ramsay, 1882
- Rhipidura rennelliana Mayr, 1931
- Rhipidura verreauxi Marie, 1870
- Rhipidura personata E.P.Ramsay, 1875
- Rhipidura nebulosa Peale, 1848
- Rhipidura phoenicura S.Müller, , 1843
- Rhipidura nigrocinnamomea Hartert, 1903
- Rhipidura brachyrhyncha Schlegel, 1871
- Rhipidura lepida Hartlaub & Finsch, 1868
- Rhipidura dedemi van Oort, 1911
- Rhipidura superflua Hartert, 1899
- Rhipidura teysmanni Büttikofer, 1892
- Rhipidura opistherythra P.L.Sclater, 1883
- Rhipidura rufidorsa A.B.Meyer, 1874
- Rhipidura dahli Reichenow, 1897
- Rhipidura matthiae Heinroth, 1902
- Rhipidura malaitae Mayr, 1931
- Rhipidura semirubra P.L.Sclater, 1877
- Rhipidura rufifrons (Latham, 1801)
- Rhipidura kubaryi Finsch, 1876
- Rhipidura dryas Gould, 1843